# Folketingswahl 2005
- Ø: 6
- F: 11
- A: 47
- B: 17
- Sonst.: 4
- V: 52
- C: 18
- O: 24

Die Folketingswahl 2005 war die 66. Wahl zum dänischen Parlament, dem Folketing. Sie fand am 8. Februar 2005 statt. Die Wahl wurde am 18. Januar 2005 vom amtierenden Staatsminister Anders Fogh Rasmussen (Venstre) ausgeschrieben.
Die Wahl ergab keine großen Änderungen in der parlamentarischen Situation, so dass die Koalition aus Venstre und Konservativen (die „VK-Regierung“) zusammen mit der Dansk Folkeparti die Mehrheit behielt. Trotz großer Wählerabwanderungen konnte Det Radikale Venstre nicht genügend Mandate erlangen, um eine alternative Mehrheit mit der Regierung zu formieren. Für die dänischen Sozialdemokraten war es eine Rekordniederlage auf dem Niveau der Folketingswahl 1973, der sogenannten „Erdrutschwahl“. Die Christdemokraten verloren durch das Verfehlen der Zwei-Prozent-Hürde alle Mandate.
Die Folketingswahl 2005 ist außerdem historisch, da es einem Venstre-Staatsminister das erste Mal gelang, eine zweite Wahl in Folge zu gewinnen.

## Endergebnis

### Dänemark
| Partei             | Partei                                             | Liste              | Stimmen   | Prozent | ± %  | Sitze | ± Sitze |
| ------------------ | -------------------------------------------------- | ------------------ | --------- | ------- | ---- | ----- | ------- |
|                    | Venstre, Danmarks Liberale Parti Liberale Partei   | V                  | 0.974.636 | 29,0 %  | −2,2 | 52    | ▼ 4     |
|                    | Socialdemokratiet Sozialdemokraten                 | A                  | 0.867.349 | 25,8 %  | −3,3 | 47    | ▼ 5     |
|                    | Dansk Folkeparti Dänische Volkspartei              | O                  | 0.444.947 | 13,3 %  | +1,3 | 24    | ▲ 2     |
|                    | Det Konservative Folkeparti Konservative           | C                  | 0.344.886 | 10,3 %  | +1,2 | 18    | ▲ 2     |
|                    | Det Radikale Venstre Sozialliberale                | B                  | 0.308.212 | 09,2 %  | +4,0 | 17    | ▲ 8     |
|                    | Socialistisk Folkeparti Sozialistische Volkspartei | F                  | 0.201.047 | 06,0 %  | −0,4 | 11    | ▼ 1     |
|                    | Enhedslisten – de rød-grønne Einheitsliste         | Ø                  | 0.114.123 | 03,4 %  | +1,0 | 06    | ▲ 2     |
|                    | Kristendemokraterne Christdemokraten               | K                  | 0.058.071 | 01,7 %  | −0,6 | —     | ▼ 4     |
|                    | Centrum-Demokraterne Zentrumsdemokraten            | D                  | 0.033.880 | 01,0 %  | −0,8 | —     | —       |
|                    | Minoritetspartiet Minderheitspartei                | M                  | 0.008.850 | 00,3 %  | neu  | —     | —       |
|                    | Einzelbewerber                                     | Einzelbewerber     | 0.001.211 | 00,0 %  | ±0,0 | —     | —       |
| Gesamt             | Gesamt                                             | Gesamt             | 3.357.212 | 100 %   | —    | 175   | —       |
|                    |                                                    |                    |           |         |      |       |         |
| Ungültige Stimmen  | Ungültige Stimmen                                  | Ungültige Stimmen  | 0.027.348 | 00,8 %  |      |       |         |
| Abgegebene Stimmen | Abgegebene Stimmen                                 | Abgegebene Stimmen | 3.384.560 | 84,5 %  |      |       |         |
| Wahlberechtigte    | Wahlberechtigte                                    | Wahlberechtigte    | 4.003.616 |         |      |       |         |

### Färöer
| Partei             | Partei                                       | Liste              | Stimmen | Prozent | ± %  | Sitze | ± Sitze |
| ------------------ | -------------------------------------------- | ------------------ | ------- | ------- | ---- | ----- | ------- |
|                    | Tjóðveldisflokkurin Republikaner             | E                  | 06.301  | 25,3 %  | +0,4 | 1     | ▬ 0     |
|                    | Fólkaflokkurin Volkspartei                   | A                  | 05.997  | 24,1 %  | +3,6 | 1     | ▲ 1     |
|                    | Javnaðarflokkurin Sozialdemokraten           | C                  | 05.518  | 22,2 %  | −1,2 | —     | —       |
|                    | Sambandsflokkurin Unionisten                 | B                  | 05.333  | 21,4 %  | −5,9 | —     | ▼ 1     |
|                    | Miðflokkurin Zentrumspartei                  | H                  | 00.829  | 03,3 %  | +1,1 | —     | —       |
|                    | Sjálvstýrisflokkurin Selbstverwaltungspartei | D                  | 00.585  | 02,4 %  | +0,7 | —     | —       |
|                    | Einzelbewerber                               | Einzelbewerber     | 00.309  | 01,3 %  | neu  | —     | —       |
| Gesamt             | Gesamt                                       | Gesamt             | 24.872  | 100 %   | —    | 2     | —       |
|                    |                                              |                    |         |         |      |       |         |
| Ungültige Stimmen  | Ungültige Stimmen                            | Ungültige Stimmen  | 00.094  | 00,4 %  |      |       |         |
| Abgegebene Stimmen | Abgegebene Stimmen                           | Abgegebene Stimmen | 24.966  | 73,1 %  |      |       |         |
| Wahlberechtigte    | Wahlberechtigte                              | Wahlberechtigte    | 34.166  |         |      |       |         |

### Grönland
| Partei             | Partei                                   | Liste              | Stimmen | Prozent | ± %   | Sitze | ± Sitze |
| ------------------ | ---------------------------------------- | ------------------ | ------- | ------- | ----- | ----- | ------- |
|                    | Siumut Vorwärts                          | S                  | 07.775  | 33,6 %  | 0+7,7 | 1     | ▬ 0     |
|                    | Inuit Ataqatigiit Gemeinschaft der Inuit | Q                  | 05.785  | 25,0 %  | 0-5,8 | 1     | ▬ 0     |
|                    | Demokraatit Demokraten                   | N                  | 04.924  | 21,3 %  | neu   | —     | —       |
|                    | Atassut Gemeinsinn                       | P                  | 03.781  | 16,4 %  | 0-5,7 | —     | —       |
|                    | Einzelbewerber                           | Einzelbewerber     | 00.843  | 03,7 %  | −17,5 | —     | —       |
| Gesamt             | Gesamt                                   | Gesamt             | 23.108  | 100 %   | —     | 2     | —       |
|                    |                                          |                    |         |         |       |       |         |
| Ungültige Stimmen  | Ungültige Stimmen                        | Ungültige Stimmen  | 00.417  | 01,8 %  |       |       |         |
| Abgegebene Stimmen | Abgegebene Stimmen                       | Abgegebene Stimmen | 23.525  | 59,6 %  |       |       |         |
| Wahlberechtigte    | Wahlberechtigte                          | Wahlberechtigte    | 39.447  |         |       |       |         |